# عبارة معرفة جيدا
عبارة معرفة جيدًا أو عبارة لا لبس فيها هي عبارة رياضية يُعطِي تعريفها معنى فريد أو قيمة فريدة، عدا ذلك، يُقال إن العبارة غير معرفة جيدًا أو غير محددة أو غامضة. تكون الدالة معرفة جيدًا إذا أعطت نفس الخرج لو تغيرت صورة المدخل مع ثبات قيمته. كمثال، لو كانت الدالة f على الشكل التالي {\displaystyle f({\frac {a}{b}})=a+b} فإن قيمتها عند f(2/4) لا تساوي قيمتها عند f(1/2)، لذا فإن الدالة f غير معرفة جيدًا (وبالتالي فهي ليست دالة). يمكن أيضًا استخدام مصطلح «معرفة جيدًا» للإشارة لخلو العبارة المنطقية من اللبس أو التناقض.
بالنسبة للدالة لا يعني تعبير «غير معرفة جيدًا» نفس الشئ كدالة غير معرفة. فمثلًا، للدالة f(x)=1/x، فإن قيمتها f(0) (التي لا يمكن معرفتها على وجه الدقة) لا تعني أن الدالة f «غير معرفة جيدًا» - ولكن تعني ببساطة أن 0 ليس في قيم مجال الدالة f.

## مثال
لنفرض أن{\displaystyle A_{0},A_{1}} مجموعتان، وبفرض أن {\displaystyle A=A_{0}\cup A_{1}} و«بتعريف» الدالة f {\displaystyle f:A\rightarrow \{0,1\}} حيث {\displaystyle f(a)=0} إذا كانت {\displaystyle a\in A_{0}} (أي أن كل مدخلات الدالة f من المجموعة {\displaystyle A_{0}} أنتجت 0) و{\displaystyle f(a)=1} إذا كانت{\displaystyle a\in A_{1}} (أي أن كل مدخلات الدالة f من المجموعة {\displaystyle A_{1}} أنتجت 1).
لذا الدالة {\displaystyle f} تصبح معرفة جيدًا إذا كان تقاطع المجموعتين هو المجموعة الخالية {\displaystyle A_{0}\cap A_{1}=\emptyset \!}.
ولكن إذا كان تقاطعهما لا يساوي المجموعة الخالية {\displaystyle A_{0}\cap A_{1}\neq \emptyset }، فإن {\displaystyle f} لا تعد معرفة جيدًا لأنه في هذه الحالة لا نستطيع تحديد قيمة {\displaystyle f(a)} لأن {\displaystyle a\in A_{0}\cap A_{1}} (لأن a موجودة في كلتا المجموعتين). كمثال في المجموعتين التاليتين {\displaystyle A_{0}:=\{2\}} و{\displaystyle A_{1}:=\{2\}}، يصعب تحديد قيمة {\displaystyle f(2)} هل هي 0 أو 1، مما يجعلها غامضة. وبناءا عليه نقول أن {\displaystyle f} غير معرفة جيدًا وبالتالي ليست دالة.

## استخدامات أخرى للمصطلح
يُقال إن حل المعادلة التفاضلية الجزئية «معرف جيدًا» إذا كان الحل دالة مستمرة معرفة (ذات قيم) عند الشروط الحدية "boundary conditions".

## أنظر أيضا
- وجود
- غير معرف
- صيغة جيدة التكوين